# Les Huit

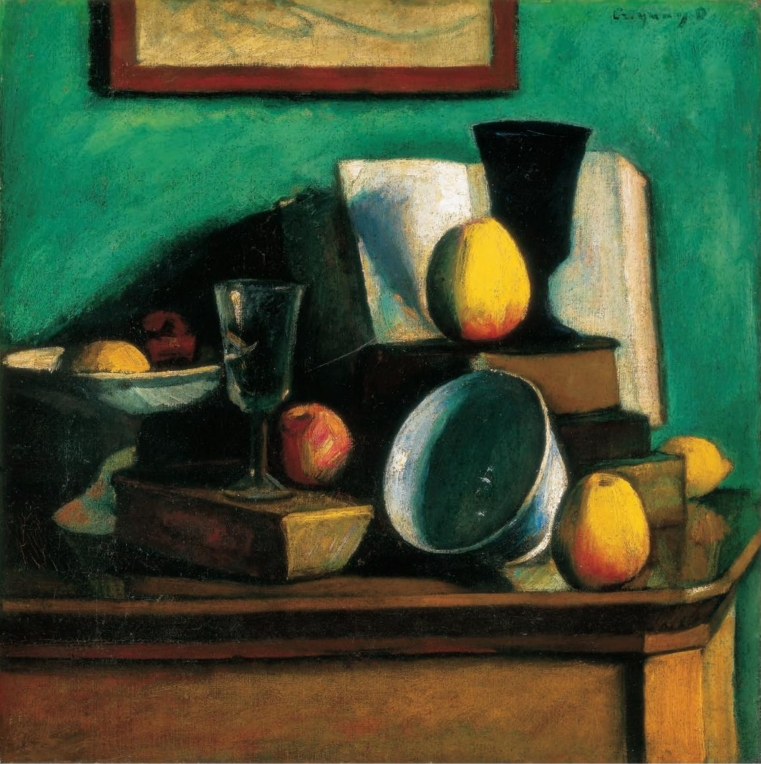
Nature morte avec pommes et le bol (c. 1915) Dezső Czigány

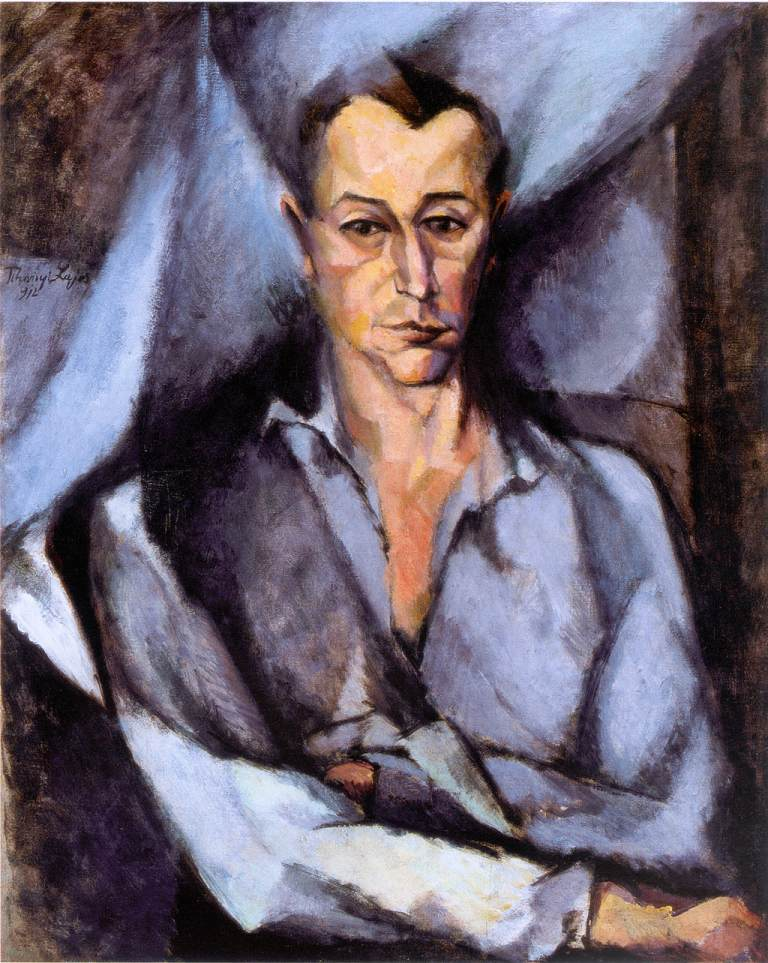
Portrait de George Bölöni (1912) Lajos Tihanyi

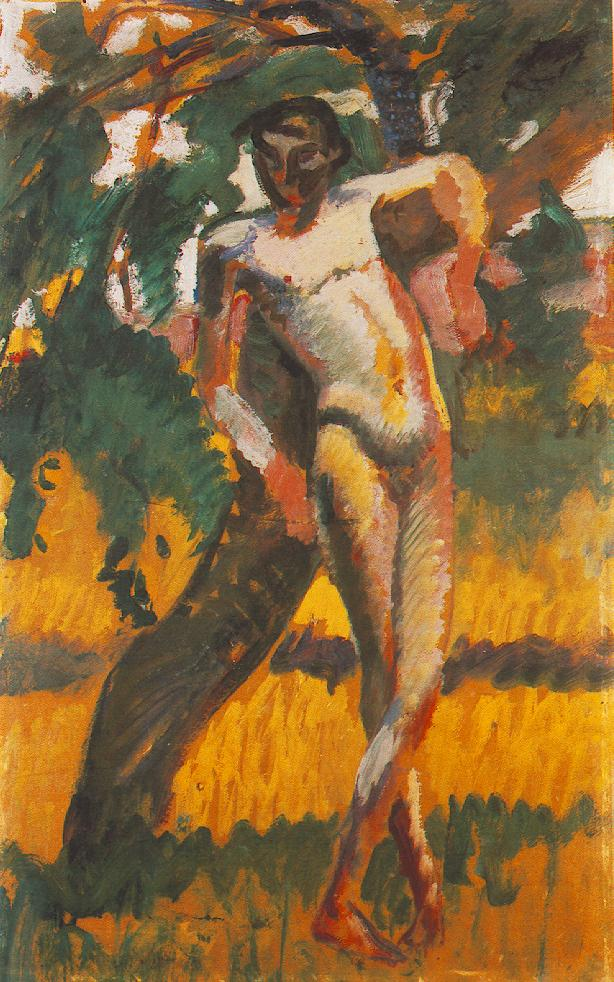
Garçon nu adossé à un arbre, (1911) Kernstok Károly

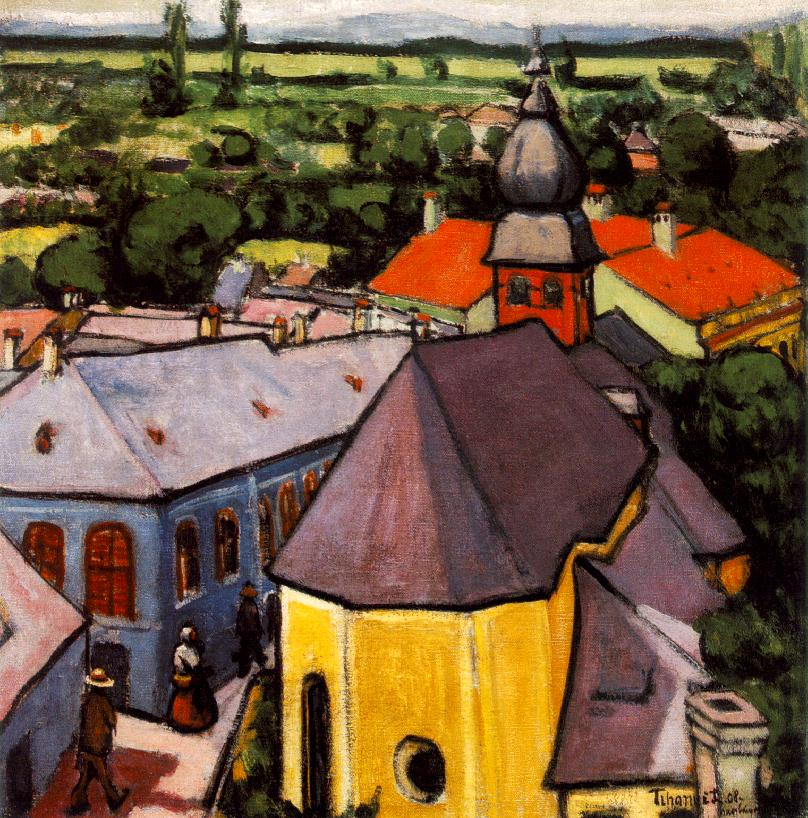
Rue de Nagybánya (1908) Lajos Tihanyi

«  Les Huit  » (en hongrois Nyolcak) est un groupe d'artistes d’avant-garde hongrois fondé à Budapest en 1909 et regroupant les peintres Róbert Berény, Dezső Czigány, Béla Czóbel (1883-1976), Károly Kernstok, Ödön Márffy (1878-1959), Dezső Orbán, Bertalan Pór et Lajos Tihanyi. Il n'a adopté définitivement ce nom qu'en 1911.
Inspiré par l'œuvre de Paul Cézanne et le Fauvisme, ce groupe d'artistes est le premier, en Hongrie, à se démarquer de tout académisme. En 1911, les « Huit » ont été rejoints par les sculpteurs Vilmos Fémes Beck et Márk Vedres et l'écrivaine et graphiste Anna Lesznai.

## Préhistoire du groupe et itinéraires biographiques
La première école de dessin de Budapest s'ouvre en 1871. Auparavant, les jeunes artistes devaient quitter la Hongrie pour étudier. Tandis qu'en France les Nabis accueillent parmi eux le peintre hongrois József Rippl-Rónai, en Hongrie naît l'idée de créer une académie qui encouragerait l'art national. On confie l'idée de ce projet au peintre Simon Hollósy (1857-1918) qui anime un atelier à Munich. Souhaitant créer un art moderne national par une peinture de plein air, il ouvre la colonie de peintres de Nagybánya (aujourd'hui Baia Mare, en Roumanie). S'inspirant des impressionnistes, Hollósy axe son enseignement sur la représentation objective des impressions de la nature, l’usage des couleurs claires et intenses, sans abandonner la tradition de la peinture de plein air dans le rendu des tons et des reflets.
Au début des années 1900, les salles d'exposition de Budapest présentent, avec succès, les peintres français contemporains Edgar Degas, Édouard Manet, Paul Signac... Si bien que l'un des premiers professeurs de l'école de Nagybánya, István Réti, inventera un programme à l'attention des jeunes artistes : « ... aller chaque hiver à Paris, même si on doit vivre dans la misère, étudier et voir là-bas, puis en été peindre à Nagybánya, en automne exposer à Budapest et vendre aussi. »
Berény, Czobel et d'autres jeunes peintres hongrois fréquentent ainsi les académies parisiennes Julian, Colarossi et Matisse (dans les années 1908-1910 pour cette dernière). Ils visitent les musées, celui du Luxembourg, où sont exposés les impressionnistes et les galeries, notamment Durand-Ruel et Vollard où ils découvrent les œuvres de Paul Gauguin, Georges Seurat ou encore Vincent van Gogh. Leurs œuvres apparaissent une toute première fois au Salon d'automne de 1905, à côté de la salle que l'on a réservée à des tableaux aux couleurs vives et que le journaliste Louis Vauxcelles appelle par dérision les « Fauves ».
Une première exposition nationale intitulée « Œuvres nouvelles (Uj képek) » est inaugurée à Budapest le 30 décembre 1909 au Salon « Könyves Kálmán ». Une deuxième exposition est organisée en avril 1911 au Salon National. Intitulée « Les Huit » (« Nyolcak »), elle donne le nom définitif au groupe. Une troisième exposition, qui sera la dernière, a lieu en novembre 1912. Ces expositions sont accompagnées de conférences et d'événements culturels intégrant la nouvelle littérature hongroise et la musique contemporaine.
Le déclenchement de la Première Guerre mondiale interrompt les activités du groupe. Au cours de celle-ci, Ödön Márffy, ayant le grade d’officier, dirige l’école des plasticiens militaires autonomes où servent notamment, en tant que peintres militaires, deux autres membres des "Huit" : Róbert Berény et Bertalan Pór.
Dans la période éphémère de la République des conseils de Hongrie, la plupart de membres du groupe sont politiquement actifs mais après la chute du régime communiste de Béla Kun, ils doivent émigrer. Après quelques années Berény, Czigány, Kernstok, Márffy se retrouvent au sein du « KÚT (hu) » (Acronyme de « Képzőművészek Új Társasága », littéralement « Nouvelle société des artistes »), fondé à Budapest en 1924 et dont Márffy devient le président en 1927.
De son côté, Czóbel, qui vivait continuellement à l’étranger, travaille pendant la guerre aux Pays-Bas puis il part pour Berlin, où il se lie au groupe « die Brücke ». En 1925, il retourne à Paris, avant de s’installer à Szentendre (Hongrie) en 1940.
Tihanyi, travaillant lui aussi à Berlin, Paris et New York, rejoint le groupe « Abstraction-Création » en 1933Tandis qu’Orbán quitte l’Europe pour l'Australie où il dirige l'École libre des Beaux Arts à Sydney.
Après la Seconde Guerre mondiale, Márffy et Czóbel rejoignent le groupe l'Ecole européenne formée en 1945 par des artistes de la nouvelle génération avant-gardiste hongroise.

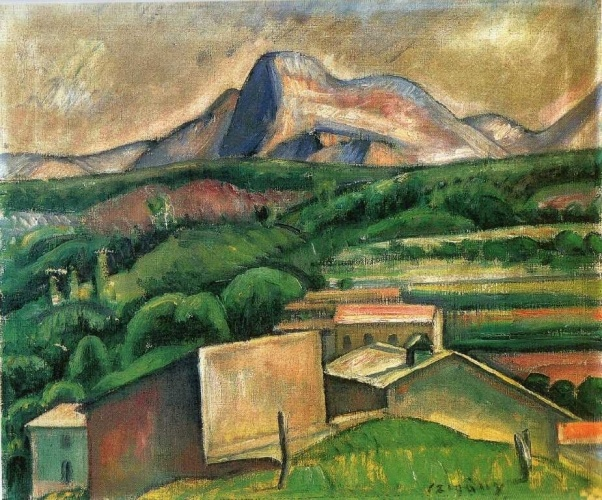
Paysage de Provence - Dezső Czigány, 1926.

## Héritage et influence
À un siècle de distance, le groupe apparaît comme l'un des plus novateurs dans différents domaines de la vie culturelle hongroise de l'époque et si, en tant que groupe indépendant, les Huit n’organisèrent pas plus que trois expositions, l’influence de l’activité de ces artistes reste cependant remarquable sur l'art hongrois moderne. 
Tout au long de sa vie, Márffy était fier de se réclamer de cette parenté spirituelle. Un an avant sa mort, il déclarait encore dans un entretien :
« Je me réjouis à la pensée que ma jeunesse était contemporaine de l’époque du dynamisme spirituel durant lequel non seulement dans le reste de l’Europe, mais aussi chez nous, nombre de ceux en quête de modernité étaient portés par le courant révolutionnaire présent dans les domaines de la littérature, de la musique, de la peinture, de la science, de la politique ainsi que dans la vie sociale. Ce n’est pas le fruit du hasard si le poète Endre Ady écrit à cette époque ses « nouvelles chansons des nouveaux temps », si Béla Bartók compose ses premiers accords, si les intellectuels progressistes hongrois se rassemblent autour des revues Nyugat (« Occident ») et XXe siècle et qu’apparaît le groupe artistique des Nyolcak.

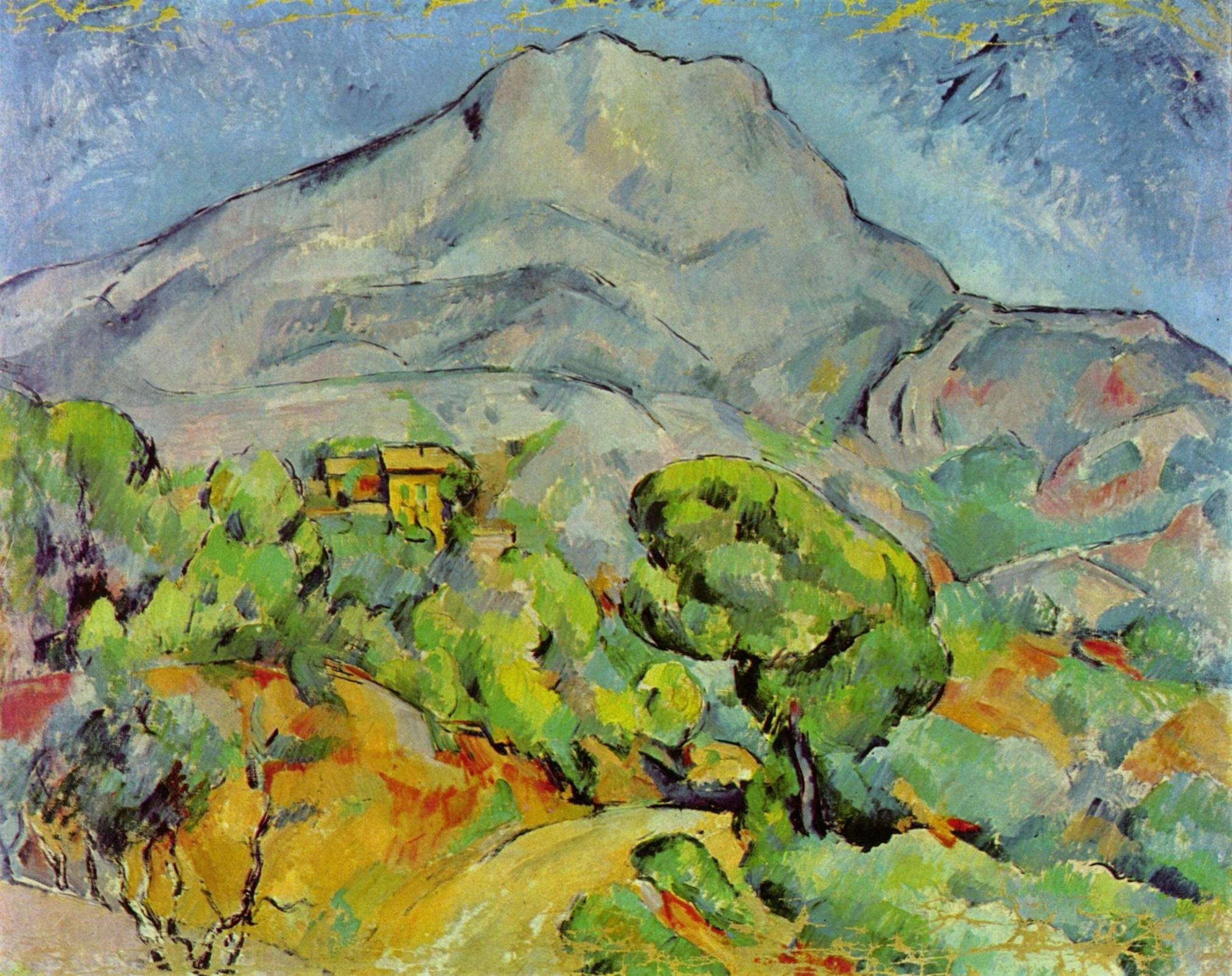
Une des versions de la Montagne Sainte-Victoire de Paul Cézanne (1898-1902).